# گابریلا ویلالبا

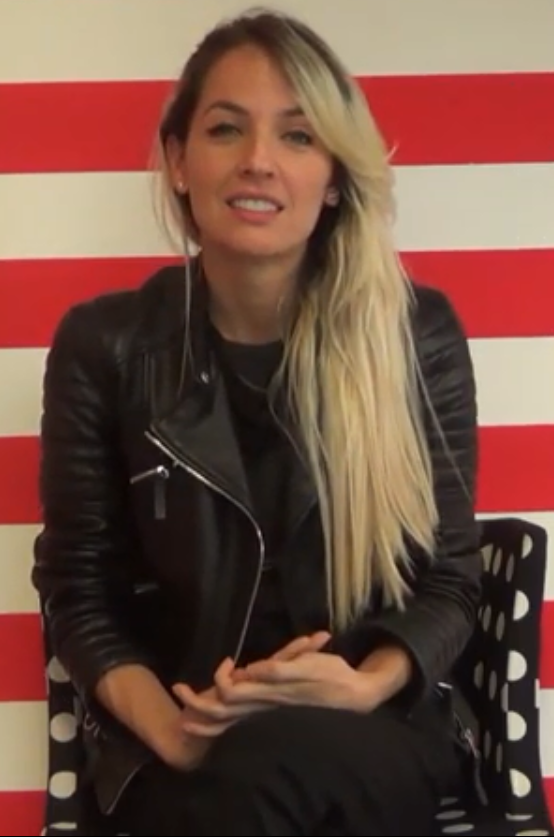

ماریا گابریلا ویلالبا جرویس (کیتو، ۲۰ سپتامبر ۱۹۸۴) یک خواننده، کنشگر و بازیگر اکوادوری است که به دلیل عضویت در گروه کوئنتت اکوادوری کیروبا شناخته شده‌است.
در آغاز سال ۲۰۰۴، او پیشنهادی برای ورود به دنیای بازیگری با نقش اصلی کاتالینا، خواننده جوان در تله‌نوول کلمبیایی Al Rhythm of Your Heart دریافت کرد. او در آوریل ۲۰۱۹ در کمپین مأموریت پایدار با هدف ایجاد آگاهی در مراقبت از دریاها شرکت کرد. این کمپین بر اساس انتشار تصاویری از وضعیت سواحل پس از تعطیلات و تأثیری که گردشگران بر آنها می‌گذارند، شکل گرفته‌است. در کنار سایر اینفلوئنسرها. گابریلا عشق خود را به طبیعت ابراز می‌کند و پیام‌های مراقبت از محیط زیست را منتقل می‌کند.